# Parampampoli
Parampampoli è il nome commerciale di una bevanda alcolica servita alla fiamma, tipica della stagione invernale in Trentino.

## Origini
Secondo la tradizione il Parampampoli nacque alla fine degli anni cinquanta dalla creazione di Giordano Purin nel rifugio Crucolo nel comune di Scurelle in Valsugana.

## Composizione
La ricetta originale e il giusto dosaggio, gelosamente custoditi dal rifugio, sono segreti. La famiglia Purin gestisce la produzione e ha la proprietà del relativo marchio.
Tuttavia il Parampampoli è ottenuto dalla miscelazione di caffè, grappa, vino, zucchero, miele assieme ad aromi e spezie naturali.

## Come si serve

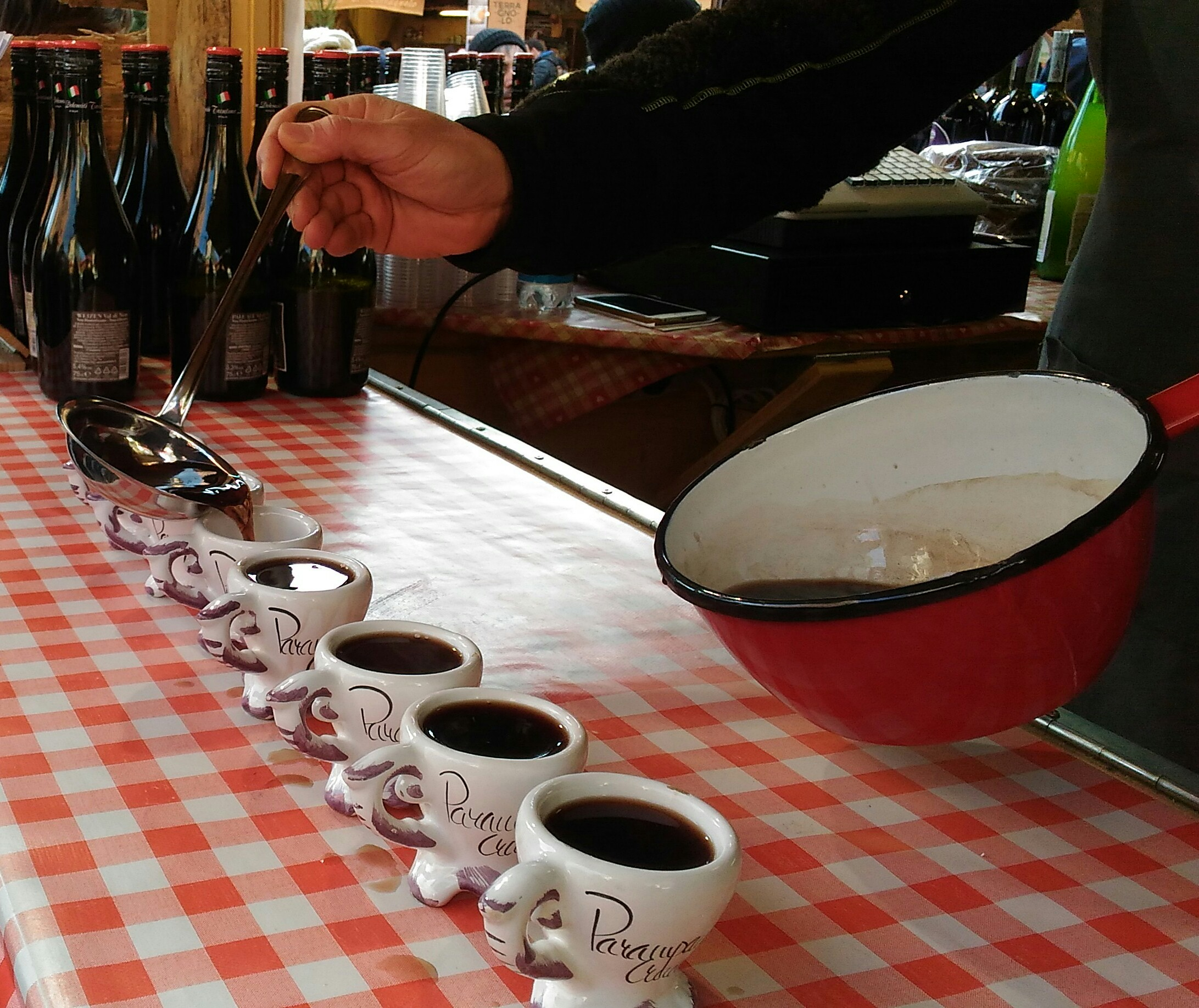
Parampampoli versato nelle tazzine.

Per degustare al meglio il tradizionale parampampoli occorre:
- agitare la bottiglia, versare la quantità desiderata in un pentolino dal fondo sottile e, a fuoco vivace, portare velocemente il liquore ad ebollizione
- all'apparire delle prime bolle, dare fuoco al parampampoli con un fiammifero
- mescolare dolcemente sul fuoco e servire alla fiamma in robuste tazzine

## Diffusione
Il Parampampoli è consumato nelle sagre di paese, nei bar e nei rifugi alpini. Molto diffuso fra i visitatori e i turisti nella stagione invernale è consumato da persone di ogni età, ed è diventato un prodotto importante della tradizione trentina.

## Storia del nome
La memoria di chi c’era (Fam. Purin) racconta che una scintilla abbia coreograficamente acceso con una grande fiammata viola la miscela di vino, grappa e caffè che si trovava in una pentola. Si perde nella leggenda se la scintilla sia accidentalmente scaturita dal contatto tra mestolo e rame o semplicemente schizzata dal focolare. Sentito forte il rumore uno dei presenti disse: “Parampam! Parampam!” imitando il botto sentito dalla sala del Rifugio Crucolo. Dall’esclamazione dell’ignoto avventore era nato il nome Parampampoli.

## Derivazione etimologica
Diffuso senza distinzione di ambiente, invece, è il termine pàmpel o pàmpele che significa “sciocco”, “babbeo”, “picarin”, e che deriva probabilmente dal latino pampinu(m) (in italiano “pampino”), che è il germoglio ritorto della vite. Questa associazione ricorda "cosa piccola" (o cosa da nulla) forse anche il bambino, e perciò si riferisce a chi ha il cervello poco sviluppato.
Non va trascurata, comunque, l'assonanza che questo termine ha con "pampalùgo", che in triestino ha più o meno lo stesso significato di "pàmpel", ma che sembra derivare piuttosto da pompholyga, che in greco bizantino significa “vescica” e quindi “cosa, persona vuota”. C'è poi l'assonanza che "pàmpel" ha con la radice bamb- che forma tanti vocaboli come l'italiano “bambino” ma anche il triestino "imbambinì", "bambar", ovvero il balbettio tipico di chi non sa ancora parlare o di chi è “rimbambito”.
In tedesco pampe significa "intruglio" (die Pampe, pl. die Pampen).

## Curiosità
Parampampoli è anche il nome di un gruppo nato nel 1998 a Bologna.